# Валча
Валча (слч. Valča) је насељено мјесто са административним статусом сеоске општине (слч. obec) у округу Мартин, у Жилинском крају, Словачка Република.

## Становништво
| Година:    | 1994. | 2004.   | 2014.   | 2024.    |
| ---------- | ----- | ------- | ------- | -------- |
| Број људи: | 1409  | 1502    | 1630    | 1802     |
| Разлика:   |       | +6,60 % | +8,52 % | +10,55 % |

| Година:    | 2023. | 2024.   |
| ---------- | ----- | ------- |
| Број људи: | 1804  | 1802    |
| Разлика:   |       | -0,11 % |

Према подацима о броју становника из 2011. године насеље је имало 1.542 становника.